# Kuźnia Raciborska
Kuźnia Raciborska là một thị trấn thuộc huyện Raciborski, tỉnh Śląskie ở nam Ba Lan. Thị trấn có diện tích 31 km². Đến ngày 1 tháng 1 năm 2011, dân số của thị trấn là 5485 người và mật độ 174 người/km².